# Laurent Saint-Martin
Laurent Saint-Martin (ur. 22 czerwca 1985 w Tuluzie) – francuski polityk, menedżer i samorządowiec, deputowany, dyrektor generalny Business France, w 2024 minister przy premierze do spraw budżetu i rachunków publicznych, od 2024 minister delegowany.

## Życiorys
Absolwent szkoły biznesowej EDHEC. Zawodowo związany z sektorem prywatnym, pracował na menedżerskich stanowiskach w przedsiębiorstwie Oséo, banku inwestycyjnym Bpifrance i platformie handlu giełdowego Euronext. Od 2009 do 2012 należał do Partii Socjalistycznej, nie pełniąc funkcji publicznych. Dołączył później do ugrupowania La République en marche. W latach 2017–2022 sprawował mandat posła do Zgromadzenia Narodowego. W 2021 został wybrany na radnego regionu Île-de-France. W styczniu 2023 powołano go na dyrektora generalnego agencji promocji eksportu i inwestycji Business France.
We wrześniu 2024 dołączył do rządu Michela Barniera, obejmując w nim stanowisko ministra przy premierze do spraw budżetu i rachunków publicznych. W grudniu tego samego roku został natomiast ministrem delegowanym do spraw handlu zagranicznego i diaspory (przy ministrze do spraw Europy i spraw zagranicznych) w gabinecie François Bayrou.